# Новоказанковатое (Черниговский район)
Новоказанкова́тое (укр. Новоказанкувате) — село,
Новоказанковатский сельский совет,
Черниговский район,
Запорожская область,
Украина.
Код КОАТУУ — 2325582901. Население по переписи 2001 года составляло 752 человека.
Является административным центром Новоказанковатского сельского совета, в который, кроме того, входят сёла 
Крыжчено и
Петропавловка.

## Географическое положение
Село Новоказанковатое находится на берегах реки Каинкулак,
выше по течению на расстоянии в 3 км расположено село Новополтавка.

## История
- Основано в 1861 году крестьянами-переселенцами с Полтавщины и населенных пунктов Петропавловки и Григорьевки Пологовского уезда Екатеринославской губернии как село Казанковатое.
- В 1931 году переименовано в село Новоказанковатое.

## Экономика
- «Украина», кооператив.

## Объекты социальной сферы
- Школа.
- Детский сад.
- Дом культуры.
- Фельдшерско-акушерский пункт.

## Достопримечательности
- Братская могила 61 советских воинов.